# Women's Prize for Fiction
De Women's Prize for Fiction (tot 2012 bekend als Orange Prize for Fiction) is een jaarlijkse literatuurprijs voor een Engelstalige roman van een vrouwelijke auteur, ongeacht nationaliteit, die werd uitgebracht in het Verenigd Koninkrijk. Aan de prijs is een geldbedrag verbonden van £30.000 en een bronzen beeldje van kunstenares Grizel Niven.
In 1996 werd de prijs ingesteld door het telecommunicatiebedrijf Orange, maar dat bedrijf stopte met sponsoren in 2012. De prijs bleef bestaan met de nieuwe naam dankzij financiële steun van verschillende bedrijven en individuen, onder wie Cherie Blair en Joanna Trollope.

## Winnaars
- 1996: Helen Dunmore - A Spell of Winter
- 1997: Anne Michaels - Fugitive Pieces
- 1998: Carol Shields - Larry's Party
- 1999: Suzanne Berne - A Crime in the Neighborhood
- 2000: Linda Grant - When I Lived in Modern Times
- 2001: Kate Grenville - The Idea of Perfection
- 2002: Ann Patchett - Bel Canto
- 2003: Valerie Martin - Property
- 2004: Andrea Levy - Small Island
- 2005: Lionel Shriver - We Need to Talk About Kevin
- 2006: Zadie Smith - On Beauty
- 2007: Chimamanda Ngozi Adichie - Half of a Yellow Sun
- 2008: Rose Tremain - The Road Home
- 2009: Marilynne Robinson - Home
- 2010: Barbara Kingsolver - The Lacuna
- 2011: Téa Obreht - The Tiger's Wife
- 2012: Madeline Miller - The Song of Achilles
- 2013: A.M. Homes - May We Be Forgiven
- 2014: Elmear McBride - A Girl Is A Half-Formed Thing
- 2015: Ali Smith - How to be Both
- 2016: Lisa McInerney -  The Glorious Heresies
- 2017: Naomi Alderman - The Power
- 2018: Kamila Shamsie - Home Fire
- 2019: Tayari Jones - An American Marriage
- 2020: Maggie O'Farrell - Hamnet
- 2021: Susanna Clarke - Piranesi
- 2022: Ruth Ozeki - The Book of Form and Emptiness
- 2023: Barbara Kingsolver - Demon Copperhead
- 2024: V. V. Ganeshananthan - Brotherless Night
- 2025: Yael van der Wouden - The Safekeep